# Helictotrichon
Helictotrichon là một chi cỏ lâu năm thuộc họ Poaceae.

## Các loài tiêu biểu
- Helictotrichon altius (Hitchc.) Ohwi
- Helictotrichon bromoides (Gouan) C. E. Hubb.
- Helictotrichon compressum (Heuff.) Henrard
- Helictotrichon decorum (Janka) Henrard
- Helictotrichon desertorum (Less.) Nevski
- Helictotrichon hookeri (Scribn.) Henrard
- Helictotrichon mannii
- Helictotrichon mongolicum (Roshev.) Henrard
- Helictotrichon planiculme (Schrad.) Besser ex Schult. & Schult. f.
- Helictotrichon pratense (L.) Besser
- Helictotrichon pubescens (Huds.) Besser ex Schult. & Schult. f.
- Helictotrichon schellianum (Hack.) Kitag.
- Helictotrichon sedenense (Clarion ex DC.) Holub
- Helictotrichon sempervirens (Vill.) Pilg. - Blue oat grass
- Helictotrichon spp.
- Helictotrichon sulcatum (J. Gay ex Delastre) Henrard
- Helictotrichon tianschanicum (Roshev.) Henrard
- Helictotrichon tibeticum (Roshev.) Holub
- Helictotrichon turgidulum (Stapf) Schweick.
- Helictotrichon versicolor (Vill.) Schult. & Schult. f.
- Helictotrichon virescens (Nees ex Steud.) Henrard

## Hình ảnh

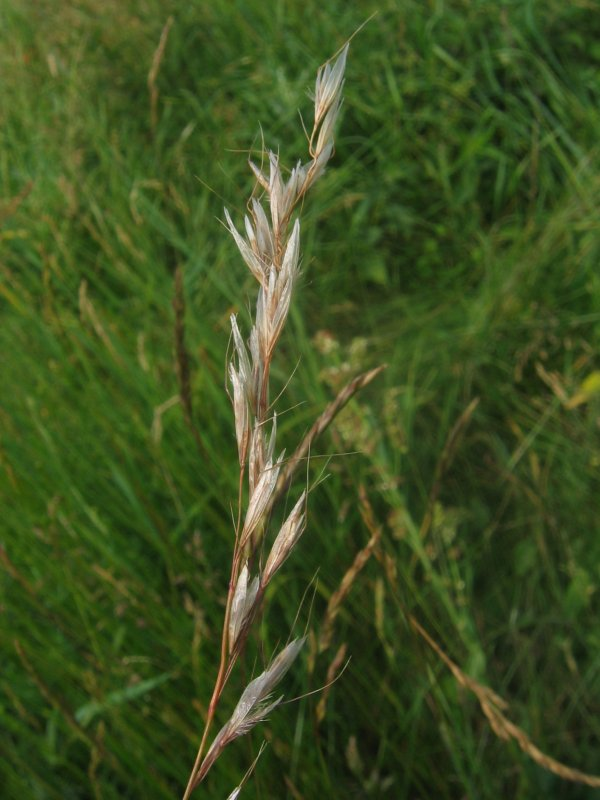
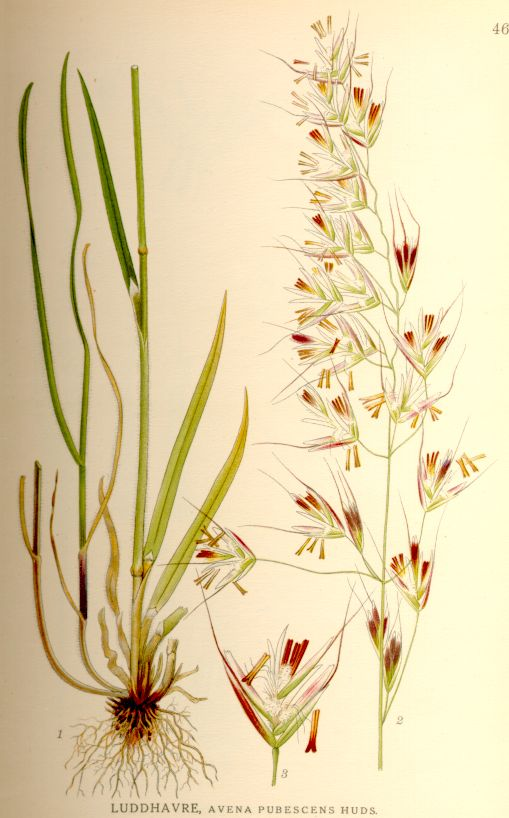
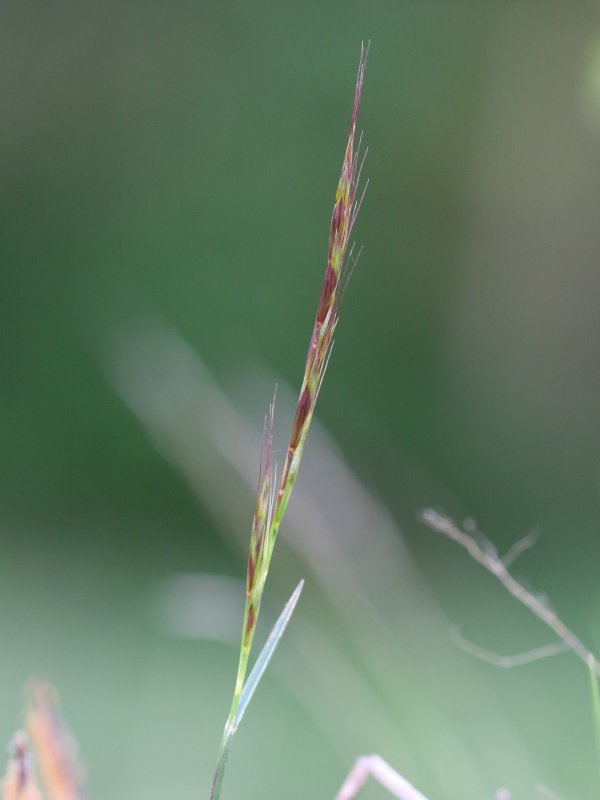